# Pharacocerus rubrocomatus
Pharacocerus rubrocomatus är en spindelart som beskrevs av Simon 1910. Pharacocerus rubrocomatus ingår i släktet Pharacocerus och familjen hoppspindlar. Inga underarter finns listade i Catalogue of Life.